# コーニッシュ・パイレーツ
コーニッシュ・パイレーツ（英: Cornish Pirates）は、イングランドのペンザンスに本拠地を置くラグビーユニオンクラブである。スタジアムはメンネイ・フィールド。RFUチャンピオンシップ（2部）に所属。

## 歴史
1945年、ペンザンス・アンド・ニューリンRFCとして創設。
2003年、ナショナル・ディビジョンワン（現・RFUチャンピオンシップ）に初昇格。
2005年、コーニッシュ・パイレーツにチーム名変更。
2010-11シーズン、2011-12シーズンと、2年連続でRFUチャンピオンシップのプレーオフ決勝に進出するも、ともに敗れプレミアシップ昇格はならなかった。

## 歴代所属選手
- ティヌス・デュプレッシー(ナミビア代表)
- ノダル・チェイシュヴィリ(ジョージア代表)
- ファアティンガ・レマル(サモア代表)
- ヴンガ・リロ(トンガ代表)
- ブレア・コーワン(ウェールズ代表)
- アーロン・カーペンター(カナダ代表)
- ブレット・ベークボム(カナダ代表)
- アンドリュー・スニウラ(アメリカ合衆国代表)
- ジャック・ノーウェル(イングランド代表)
- マット・エヴァンス(カナダ代表)
- トム・ヘンドリクソン
- ジョーダン・ゴット(ベルギー代表)